# York, Alabama
York är en ort i Sumter County i delstaten Alabama. Vid 2010 års folkräkning hade York 2 538 invånare.